# Кејн (Илиноис)
Кејн (енгл. Kane) град је у америчкој савезној држави Илиноис.

## Демографија
По попису из 2010. године број становника је 438, што је 21 (-4,6%) становника мање него 2000. године.
| Група             | 2000.       | 2010.       |
| Белци             | 451 (98,3%) | 417 (95,2%) |
| Афроамериканци    | 0 (0,0%)    | 0 (0,0%)    |
| Азијати           | 1 (0,2%)    | 1 (0,2%)    |
| Хиспаноамериканци | 1 (0,2%)    | 9 (2,1%)    |
| Укупно            | 459         | 438         |